# Colonia San Miguel, Guanajuato
Colonia San Miguel är en ort i Mexiko.   Den ligger i kommunen Cuerámaro och delstaten Guanajuato, i den centrala delen av landet, 290 km väster om huvudstaden Mexico City. Colonia San Miguel ligger 1 710 meter över havet och antalet invånare är 356.
Terrängen runt Colonia San Miguel är platt åt nordost, men åt sydväst är den kuperad. Runt Colonia San Miguel är det ganska tätbefolkat, med 72 invånare per kvadratkilometer. Närmaste större samhälle är Cuerámaro, 2,6 km nordväst om Colonia San Miguel. I omgivningarna runt Colonia San Miguel växer huvudsakligen savannskog.